# ファーストブレス
株式会社ファーストブレス（英称：Firstbreath, Inc. ）は、北海道札幌市に本社を置く、システムソフトウェア等の開発・販売を行う会社である。
事業内容は情報システムサービスのコンサルティング、コンピュータソフトウェアの開発・販売、情報システムサービスの運営管理及び保守サービスの提供で、主に地域医療連携システム、サービスの提供を行っている。

## 社名
社名「ファーストブレス」は、親クジラが出産直後に子クジラを海面に押し上げてさせる“初めての呼吸”を象徴しており、情報技術を通じたフレッシュな提案の創造によって、地域社会に斬新な貢献をすることを目指している
。

## 沿革
- 2002年
  - 5月 - SIZ（札幌インキュベーションゾーン）にて創業
  - 12月 - 北海道中小企業総合支援センターの平成14年度創造的中小企業育成事業における 「事業化資金貸付事業」に採択
- 2003年
  - 4月 - インターネット型患者管理支援サービス「ファーストパス」開始
  - 10月 - 株式会社に組織変更
- 2004年
  - 6月 - 平成16年度さっぽろベンチャー支援事業に認定
  - 7月 - 病診連携地域ネットワークシステム「ファーストパス/コミュニティリンク」販売開始
- 2006年12月 - 介護情報ファイリングシステム「ファーストパス/ケアファイル」販売開始
- 2008年11月 - 地域医療連携システム「ファーストパス/コミュニティリンク２」販売開始
- 2010年3月 - 医療相談部門支援システム販売開始
- 2013年6月 - 東京営業所を開設

## 加入団体
- 社団法人北海道IT推進協会

## 取扱製品・主要サービス
- 地域連携部門システム「firstpass/community-link2」：地域医療連携室の業務フローを詳細に分析し開発されたシステム
- 相談部門支援システム「firstpass/community-link2」：医療相談・がん相談等の業務支援、退院調整業務の支援を行うシステム
- 地域連携ネットワークサービス「 firstpass/AreaConnect 」：IDCを活用したクラウド型の地域連携ネットワークシステム